# 琴坂将広
琴坂将広（ことさか　まさひろ）は日本の経営学者。専門は国際経営と経営戦略。

## 略歴
慶應義塾大学環境情報学部卒業。オックスフォード大学にて、経営学博士。3社の起業に関わったのち、マッキンゼー・アンド・カンパニーに勤務し、新規事業、経営戦略策定にかかわる。同社退職後、オックスフォード大学助手、立命館大学経営学部准教授を経て、2016年より慶應義塾大学総合政策学部准教授。
大学教員の他に、株式会社ユーグレナ、株式会社ユーザベース、ラクスル株式会社、五常・アンド・カンパニー株式会社、株式会社アピリッツにて取締役を兼務。

## 主な著作
- 『経営戦略原論』(東洋経済新報社、2018年)：ハーバードビジネスレビューの連載をもとにしたもの[3]。
- 『領域を超える経営学』(ダイヤモンド社、2014年)